# Dipterocarpus sublamellatus
Espèce
Classification phylogénétique
Statut de conservation UICN

 EN A1cd+2cd : En danger
Dipterocarpus  sublamellatus est un grand arbre sempervirent de la Péninsule Malaise, de Sumatra et de Bornéo, appartenant à la famille des Diptérocarpacées.

## Répartition
Forêts de basse altitude de la Péninsule Malaise, Singapour, Sumatra et du Sarawak

## Préservation
Espèce menacée par la déforestation et de l'exploitation forestière du bois de keruing.